# Søslaget ved Øland maj 1564
|  | Manglende infoboks Nogle af informationerne i denne artikel kunne med fordel samles eller opsummeres i en infoboks, som det anbefales i stilmanualen. |

Søslaget ved Øland maj 1564 var et slag i Den Nordiske Syvårskrig, der fandt sted ved øen Ølands nordlige spids 30. og 31. maj 1564 med deltagelse af en dansk-lybsk flåde mod en svensk flåde, begge på ca. 35 skibe.
Den danske flåde under admiral Herluf Trolle var lettet fra Karlsøerne (vest for Gotland) den 28. maj for at gå mod Stockholm.
Den 30/5 fik man den svenske flåde i sigte, svenskerne under admiral Jacob Bagge kom nordfra for nordøstlig vind i spredt orden med deres nye flagskib Makaløs eller kaldet Mars, og et par skibe mere i spidsen for eskadren.
Makaløs, Mars som var søsat samme år, var datidens største krigsskib, bestykket med 173 kanoner, 350 søfolk og ca. 1000 soldater.
Herluf Trolle, hvis eskadre heller ikke var samlet, angreb sammen med 5-6 skibe Mars de første svenskere som drejede bi og optog kampen uden at få støtte fra andre. Kampen blev meget hård, og et af de Lybske skibe sank. Herluf Trolles flagskib Fortuna fik rorskade, men de kæmpende indstillede først ilden da mørket faldt på.
Begge parter forsøgte at samle deres eskadrer i løbet af natten, men det lykkedes kun delvist på grund af vindstille.
Fortuna fik dog hængt et nødror i løbet af natten, og ved morgengry den 1 juni lå begge flåder for svag nordøstlig brise med styrbord halse over mod Ølands nordspids. Svenskerne lå til luvart ( vindsiden ) stadig i spredt orden, den danske linje var formeret med Lybekkerne bagerst.
Jacob Bagge styrede med Makaløs og de skibe der var omkring ham, ind foran de Lybske skibe enten for at tvinge dem ind på land på nordspidsen af Øland, eller for at opløse linjen. Bagges manøvre lykkedes for så vidt, at Lybekkerne til sidst måtte vende østerud over for ikke at gå på grund.
Kort efter sprang vinden ret pludseligt til nordvest, og det gav nu luven til danskerne.
Danskerne udnyttede øjeblikkeligt fordelen, og snart stod kampen alene om Mars og dens få sekundanter, som fortvivlet forsøgte at lægge bomme ud for at hindre entring.
Fortuna fik igen rorhavari, men samme skæbne overgik Mars ganske kort tid efter, grundet et heldigt skud fra en af Byens Løve`s kanoner.
Mars blev hurtigt hårdt medtaget uden sin manøvreevne, og forladt af sekundanterne.
Efter beskydning langskibs der mejede de svenske knægte ned i hobetal, blev flagskibet Mars bordet af Otte Rud s skib Byens Løve og det Lybske flagskib Engelen på luvsiden, på læsiden bordede et andet Lybsk skib.
Efter en ufattelig morderisk nærkamp hvor alle former for stik, hug- og slagvåben, endda de bare næver om bord på Mars blev brugt, og de kæmpende stod så tæt at nogle dårligt kunne bevæge sig for andre kæmpende, måtte Jacob Bagge, som også selv havde deltaget i nærkampen ved at skyde Lybekkere ned fra mesanerne med sine langrør (bøsser), overgive sit skib der nu flød med døde og sårede i en sådan grad, at man dårligt kunne tage et skridt på kobryggen (øverste dæk) uden at træde på enten ven eller fjende.
Jacob Bagge og viceadmiral Arvid Trolle blev tilfangetagne ført over på Engelen imens lybekkerne og danskerne plyndrede overalt på Mars. En af knægtene fik rimeligvis ved uforsigtighed med sin fakkel sat ild nede i nærheden af krudtmagasinet.
Kort efter sprang Mars i luften med med et brag så mesaner, master og folk slyngedes flere hundrede alen op i luften.
En samtidig beretning lyder at: Folk og Tøj flyve rundt i Luften som Krager og andre underlige Fuugle.
Byens Løve og de 2 lybske skibe havde dog nået at fjerne sig inden eksplosionen.
Med sig i dybet tog Mars ca. 600-800 mand fra alle 3 nationer, og efter sigende en skat på 2.000 ungerske gylden i guld og 200.000 mark i lødigt sølv, der skulle have været brugt til at hverve landsknægte på Rygen og Pommeren. Dette er dog aldrig endeligt bekræftet.
Resten af den hårdt medtagne svenske flåde returnerede til Stockholm, og Herluf Trolles flåde ankrede igen ved Karlsøerne.
Jacob Bagge og Arvid Trolle førtes fangne til København.
Slaget må betegnes som en total dansk sejr.
Resterne af Mars blev genfundet i 2011 på 75 meter vand af dykkeren Richard Lundgren m.fl..